# Acer grandidentatum
Acer grandidentatum és una espècie de planta amb flors del gènere Acer dins la família de les sapindàcies (Sapindaceae). És un arbre natiu de l'oest dels Estats Units i del nord de Mèxic.

## Descripció
És un petit arbre de fulla caduca i de mida mitjana que assoleix una grandària de fins a 10-15 m d'altura i un tronc de 20-35 cm de diàmetre. L'escorça és de color marró fosc a gris, amb fissures estretes i les vores planes creant plaques com escames, és fina i es fa malbé fàcilment. Les fulles són oposades, simples de 6 - 12 cm de llarg i ampli, amb tres a cinc lòbuls profunds, tres dels lòbuls són grans i dos petits (no sempre presents) en la base de la fulla, els tres lòbuls principals tenen 3-5 lòbuls petits subsidiaris. Les fulles es tornen de color groc daurat a vermell a la tardor (aquest tret és menys fiable a les zones més càlides).
Les flors apareixen amb les primeres fulles, a mitjan primavera, i es produeixen en corimbes de 5-15 flors de color groc-verd al voltant de 4-5 mm de diàmetre, sense pètals. El fruit és una sàmara doble (amb dues llavors alades unides en la base), de color verd i vermell-rosa, que es torna a marró a la tardor, la llavor és globosa, de 7-10 mm, amb una sola ala de 2-3 cm de llarg.

## Distribució i hàbitat
Comunament creix en terres de pedra calcària, però es pot adaptar a una àmplia gamma de terres ben drenats, des de sorra a les argiles i fins i tot a les zones de pedra calcària blanca. Prefereix les valls, congostos, i els bancs de rierols de muntanya, principalment en elevacions més altes, com els penya-segats protegits de l'Altiplà d'Edwards a Texas, (on la població és protegida en l'Àrea Natural Estatal Lost Maples). Malgrat els climes continentals prevaldrà sobre tots els de la seva àrea de distribució natural, creix bé en el clima marítim de Vancouver. És de creixement lent quan és jove, i no té gaires plagues.
A vegades és plantat com un arbre ornamental, valorat per la seva tolerància a la sequera i la capacitat de créixer als paisatges rocosos.

## Taxonomia
En el passat, aquesta espècie havia estat considerada una subespècie d'Acer saccharum amb el nom d'Acer saccharum subsp. grandidentatum.

### Subespècies
Dins d'aquesta espècie es reconeixen les dues subespècies següents :
- Acer grandidentatum var. grandidentatum
- Acer grandidentatum var. sinuosum (Rehder) Little

### Sinònims
Els següents noms científics són sinònims homotípics d'Acer grandidentatum:
- Acer barbatum var. grandidentatum (Nutt.) Sarg.
- Acer nigrum var. grandidentatum (Nutt.) Fosberg
- Acer saccharum var. grandidentatum (Nutt.) Sudw.
- Acer saccharum subsp. grandidentatum (Nutt.) Desmarais
- Saccharodendron grandidentatum (Nutt.) Nieuwl.